# Nevio Marasović
Nevio Marasović (Zagreb, 7. srpnja 1983.), hrvatski redatelj i scenarist.

## Redatelj
Sa šesnaest godina snima svoj prvi dugometražni igrani film “Popravak kompjutora”.
Nakon završene Privatne klasične gimnazije godine upisuje Akademiju dramske umjetnosti, smjer filmska i TV režija. 2005. godine snima lažni reklamni spot naziva “Durex Lunch” koji iste godine pobjeđuje na kreativnom festivalu “Magdalena” u Mariboru osvojivši Grand prix, zlato za najbolji spot te zlato u kategoriji “TV”. Nakon festivala, spot na internetu dobiva kultni status.
U svibnju 2008. godine počinje snimati cjelovečernji igrani film The Show Must Go On, koji mu je ujedno i završni filmski rad na Akademiji dramske umjetnosti. Na filmskome festivalu u Puli The Show Must Go On dobiva Zlatnu arenu za scenarij, Zlatnu arenu za specijalne efekte, nagradu Breza za najboljeg debitanta (Nevio Marasović) i nagradu Oktavijan za najbolji film 2010. godine po izboru kritičara. 
Iste godine snima i režira humorističnu seriju “Instruktor” čiji je autor i scenarist zajedno s prijateljem i glumcem  Stjepanom Perićem.
Osim snimanjem filmova, Marasović se profesionalno bavi snimanjem reklamnih spotova.

### Filmski redatelj
- Autobiografija (2003.)
- Trk (2009.)
- The Show Must Go On (2010.) cjelovečernji igrani
- Instruktor (2010.) humoristična serija

### Scenarist
- The Show Must Go On (2010.)

- Instruktor (2010.)

### Filmski producent
- The Show Must Go On (2010.)

### Glumac
- Diego - The Show Must Go On (2010.)

## Zanimljivosti
- The Show Must Go On, SF dramu Marasović je snimio za budžet koji je iznosio oko 200 000 kn.